# Brandov (hrad)
Brandovský hrad (též Hrad u Brandova, Loupežnická skála, německy Raubschloss) je název zaniklého hradu v Krušných horách nedaleko obce Brandov v okrese Most téměř u státních hranic s Německem. Z původního hrádku zůstaly jen nepatrné zbytky v terénu na zalesněném návrší nad částí Brandova nazývalé Kolonie. Zbytky hradu leží při modře značené turistické cestě vedoucí z Brandova do zaniklé Gabrieliny Huti.

## Historie
O hrádku se nedochovaly žádné písemné zprávy, takže ani není známé jeho jméno. V literatuře se o něm proto píše jako o hradě u Brandova nebo Brandovském hradu. Podle archeologických nálezů byl založen nejspíše ve druhé polovině 13. století a na přelomu 13. a 14. století vyhořel a poté byl opuštěn. Nálezy zuhelnatělého dřeva dokládají, že hrad byl především dřevěný a jednalo se pravděpodobně jen o malou a jednoduchou stavbu. Jejím zakladatelem mohl být panovník.
Podle umístění hradu v sousedství zemských hranic u obchodní cesty do Saska mohl sloužit jako strážní bod, kde se vybíralo clo. Není jasné, zda stál na české nebo saské straně hranice, ale pravděpodobnější je příslušnost k českému království. Průběh staré cesty, která procházela kolem hradu, se podařilo zrekonstruovat v úseku od německého města Olbernhau až k Malému Háji.
Pozůstatky hradu byly objeveny až v roce 1986 německými badateli, kteří návrší zkoumali na základě pověsti a údajů v mapě z konce 16. století, která v těchto místech uvádí hrad. Společně s pracovníky Archeologického ústavu v Mostě se jim podařilo nalézt střepy a podle terénních pozůstatků jednoznačně prokázat existenci hrádku. Archeologické průzkumy zde probíhaly v letech 1986–1989.

## Stavební podoba
V terénu jsou patrné především obranné prvky hradu jako do skály vysekaný příkop, který chránil přístupnou severní stranu ostrožny s hradem. Na příkop navazoval val a terénní hrana, na které stávalo nějaké lehké opevnění. Hlavní obytná stavba částečně zasekaná do skály stála na malém prostoru hradního jádra s délkou čtrnáct metrů. Nepatrné terénní relikty zástavby se dochovaly v jihozápadním svahu. Ve skále vytesaný objekt má rozměry 1,2 × 0,8 metru.

## Galerie

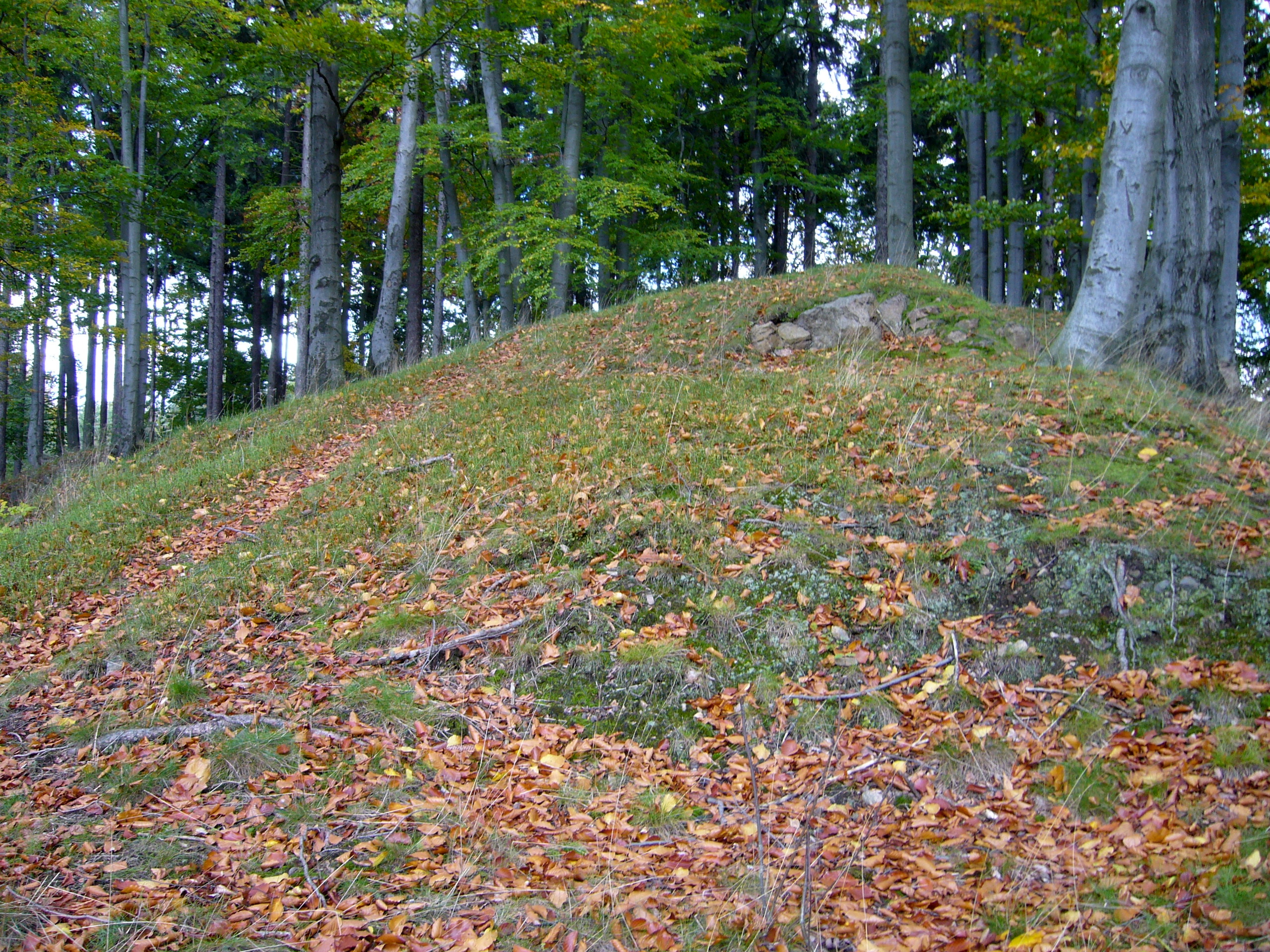
Pahorek jádra od jihu
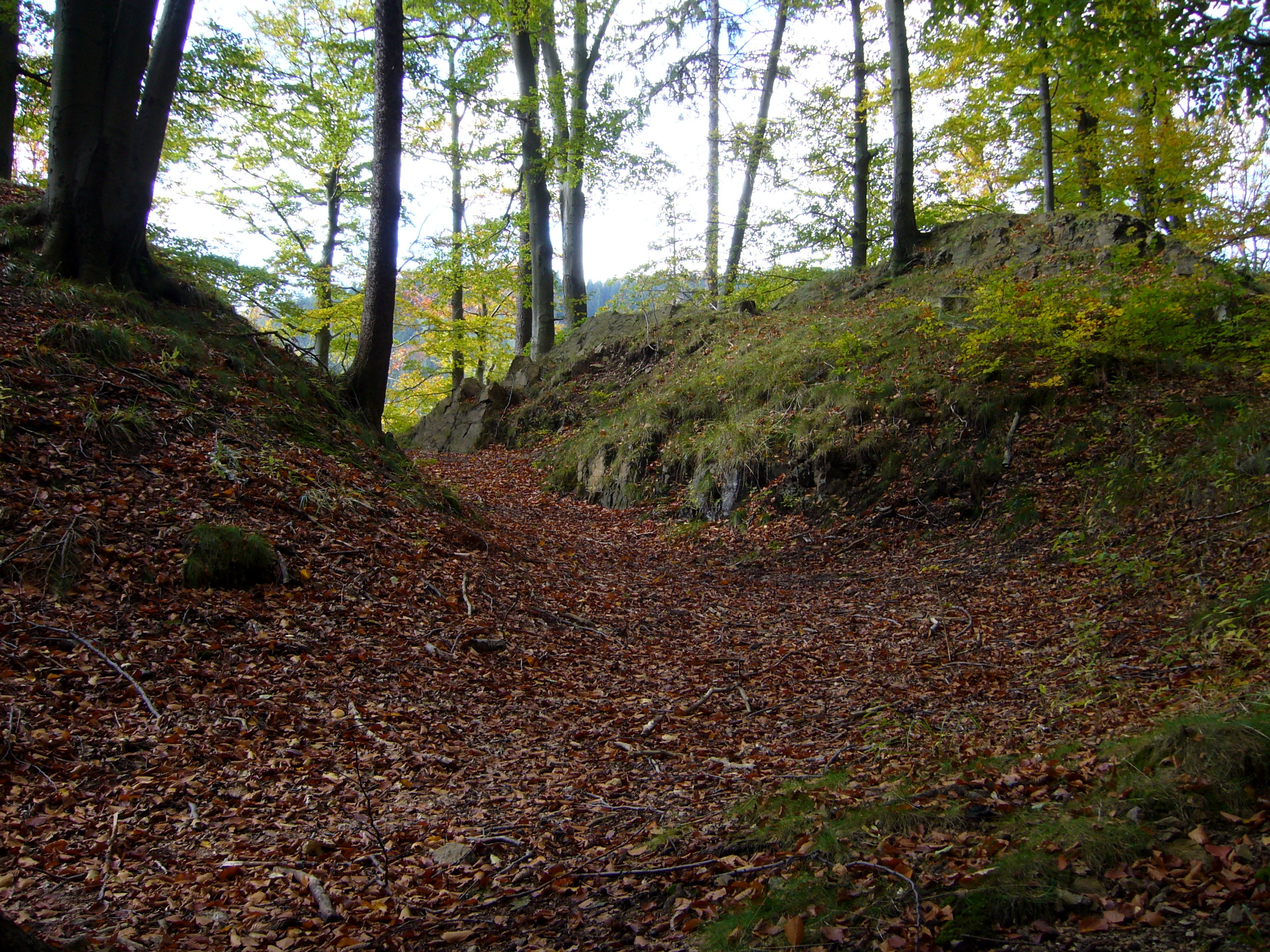
Příkop
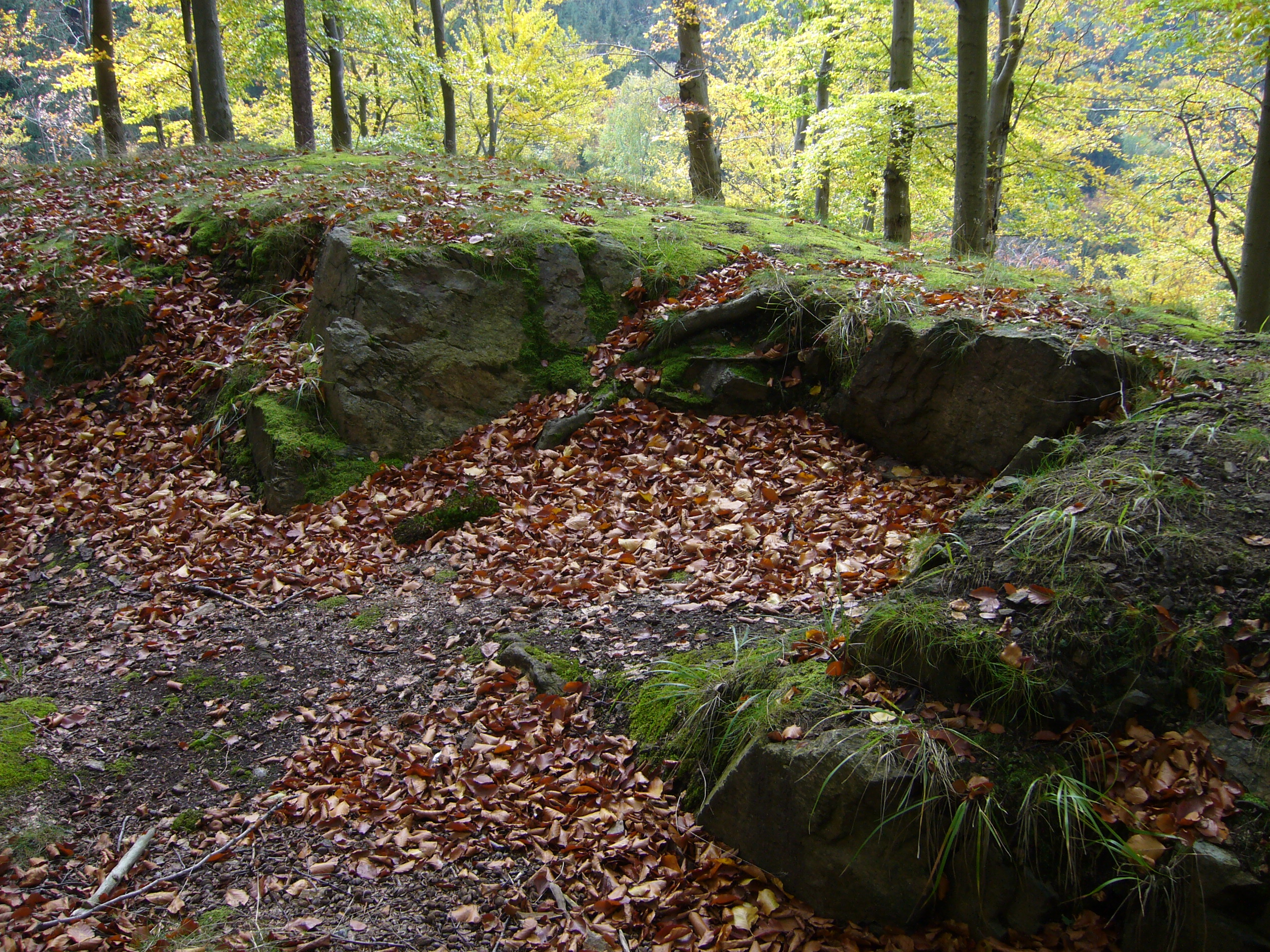
Do skály zasekaný objekt